# Rosenlund, Jönköping
Rosenlund är en stadsdel i Jönköping. Rosenlund ligger öster om stadskärnan och har fått sitt namn efter Rosenlunds herrgård.

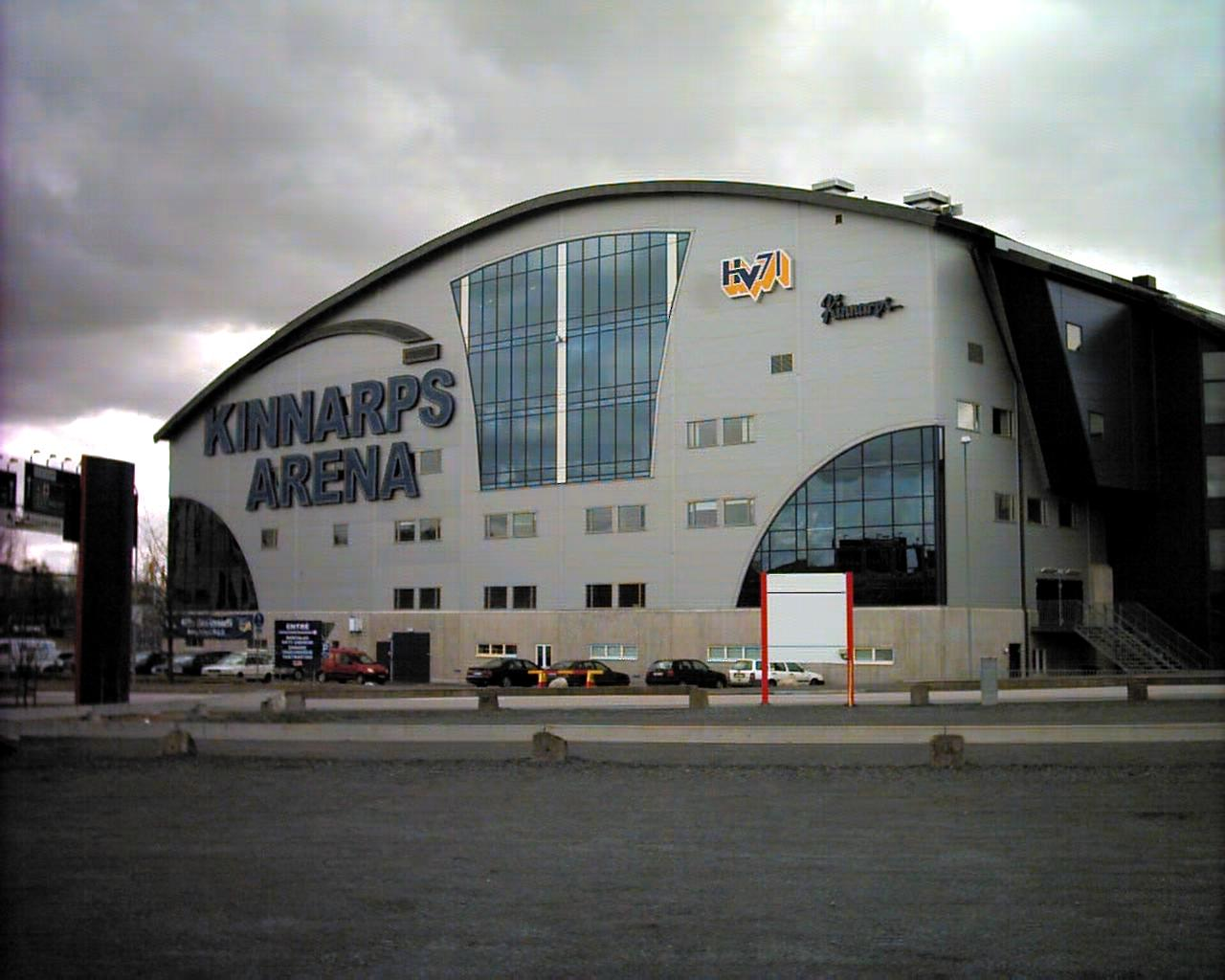
Kinnarps Arena

I Rosenlund finns flera bostadsområden. I den södra delen ligger Rosenlundsskolan och Rosenlunds Vårdcentrum (de tidigare Östra Klinikerna). I Rosenlunds herrgård huserar en folkhögskola. På Rosenlund finns också ett industriområde. Där finns bland annat Räddningstjänsten, Jönköping Energi, KFUM och ett bussgarage. På den östra delen av Rosenlund ligger mässområdet Elmia, Kinnarps Arena och Rosenlundsbadet. Norr om Elmia ligger Rosenlundsbankarnas naturreservat. På området finns också Rosenlunds Camping, och en anläggning med flera fotbollsplaner.
Rosenlund avgränsas söderut av motorvägen E4. Norr om Rosenlund ligger Vättern. Väster om Rosenlund ligger stadsdelen Liljeholmen, och öster om stadsdelen Vättersnäs.
Rosenlunds befolkning uppgick 2011 till 2 703.